# Viaduc de la ligne B du métro de Rennes
Vous lisez un « bon article » labellisé en 2025.  Il fait partie d'un « bon thème » labellisé en 2025.
Le viaduc de la ligne B du métro de Rennes est un ouvrage d'art ferroviaire de type pont en poutre-caisson situé dans le département français d'Ille-et-Vilaine en région Bretagne. Il relie les communes de Rennes et Cesson-Sévigné en franchissant de nombreuses rues. Mis en service en 2022, le viaduc est emprunté par les rames de la ligne B du métro de Rennes.
La longueur totale de l'ouvrage est de 2 395 m. Dessiné par Lavigne & Chéron Architectes, il est constitué d'un tablier en béton reposant sur des piles du même matériau et il a la particularité de compter trois stations de métro : Beaulieu - Université, Atalante et le terminus Cesson - Viasilva.

## Situation
Le viaduc se situe entre les stations Joliot-Curie - Chateaubriand et Cesson - Viasilva, le terminus nord-est de la ligne B,. En raison de sa grande longueur, pas moins de trois stations aériennes sont situées sur l'ouvrage, dans l'ordre : Beaulieu - Université, Atalante et le terminus Cesson - Viasilva.
Ouvrage d'art le plus emblématique de la ligne, le viaduc ne franchit que des rues et des avenues, en suivant successivement d'ouest en est l'avenue des Buttes de Coësmes à Rennes puis l'avenue de Belle Fontaine et le boulevard des Alliés à Cesson-Sévigné, s'insérant notamment entre le campus de Beaulieu, le quartier résidentiel des Longs-Champs et le technopole Rennes Atalante. À l'extrémité ouest du viaduc côté Beaulieu, la ligne plonge sous terre via une trémie à côté du parking de la résidence universitaire.
Il fait partie des dix plus longs ponts de France et est le plus long en milieu urbain.

## Caractéristiques techniques

Vue en coupe des piles et du tablier du viaduc.

La longueur totale du viaduc est de 2 395 m (soit presque autant que celui de Millau et ses 2 460 m de long) pour une largeur de 8,60 m avec une hauteur moyenne de 7 m entre le dessous du tablier et le niveau du sol, la plus haute pile mesurant 9,35 m,. Un ouvrage dit de transition long de 40 m permet la jonction avec le tunnel.

### Tablier
Le tablier en béton précontraint et préfabriqué sur place a fait l'objet d'un travail technico-architectural par les ingénieurs d'Egis JMI (Jean Muller International) et l'agence Lavigne & Chéron Architectes pour s'intégrer dans le paysage, tout comme les piles en béton armé qui sont en forme de « Y » en courbe et pour certaines lignes droites ou de « X » pour les transitions courbes/contre-courbes et les lignes droites, qui sont ensuite construites autour. La voie repose sur une dalle de roulement en béton.
Le tablier est composé de trente-six travées dont 34 bi-travées et deux monotravées, la portée variant de 30  à   37 mètres de long soit de 11 à 14 voussoirs. L'ensemble est constitué de 973 voussoirs pesant généralement 25 tonnes et 65 tonnes pour ceux reposant sur les piles. Les trois stations aériennes sont structurellement distinctes de l'ouvrage.
Le viaduc est encadré de deux écrans ou murs antibruit de 1,10 m de haut et de bandeaux esthétiques réalisés en béton fibré ultra-haute performance (BFUP),.

### Piles
L'ensemble repose sur 70 piles et comporte un rayon de courbe de 125 mètres,. La pente maximale est de 5 % environ et le dévers maximal de 10 % environ.
Si la hauteur et la largeur au niveau du sol sont variables, les piles en « X » mesurent 4,75 m de large à leur sommet et 4,71 m pour celles en « Y ». Le tablier mesure 1,70 m d'épaisseur. Elles mesurent de 4,30  à   9,35 m de haut.
Dans le détail, le sommet d'une pile est constitué d'un chevêtre (la partie où la pile se sépare en deux) de 3 m de haut et de plusieurs anneaux, jusqu'à huit dont les épaisseurs vont de 0,490  à   0,990 m et 1,750 m pour l'anneau situé sous le chevêtre. Une « talonnette » de 0,150 m de haut se place en dessous, faisant la liaison avec les fondations.

### Intégration en milieu urbain
Le viaduc est construit de façon à ce que les habitations soient à plus de 30 m de l'ouvrage, le double de ceux de la ligne A et sans perte de luminosité ; les résidences universitaires et le lycée sont en revanche à des distances plus faibles, de 10  à   15 m. Les aménagements paysagers autour de l'ouvrage prévoient des promenades plantées d'arbres, jusqu'à trois rangées entre les maisons et le viaduc côté nord sur la majeure partie du linéaire le long du viaduc qui est implanté du côté sud de la voirie, sauf à l'approche du tunnel et le long du boulevard des Alliés en arrivant à la station terminus Cesson - Viasilva,.

## Histoire

### Quel tracé aux Longs-Champs?

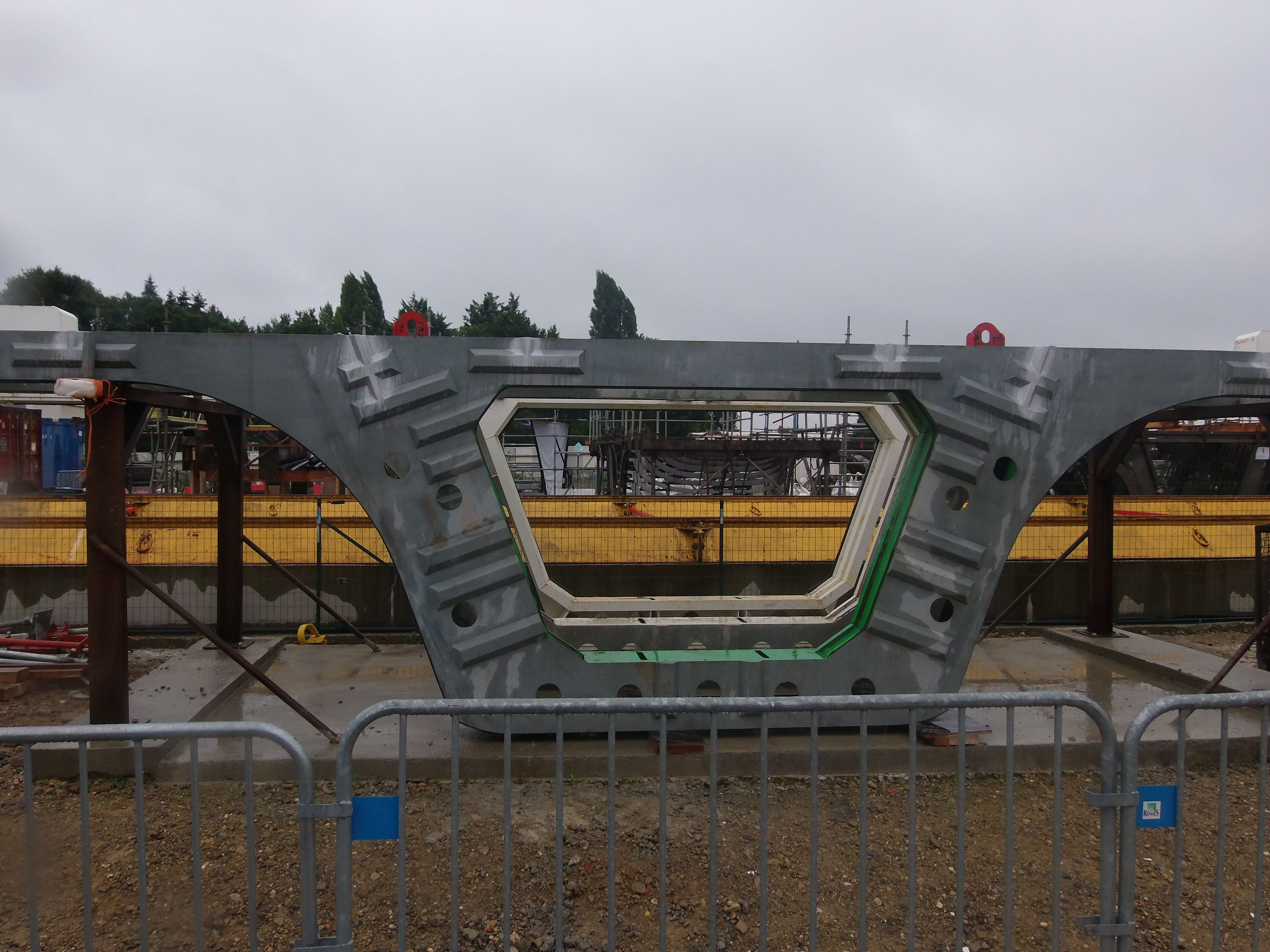
Moule d'un des 973 voussoirs formant le tablier.

Le viaduc se situe sur la section de la ligne B qui aura vu le plus de débats entre 2007 et 2009 : divers scénarios sont étudiés en parcours aérien, les riverains demandant quant à eux l'étude d'un tracé souterrain, certains scénarios proposant un passage en plein milieu du quartier des Longs-Champs,,.
Fin 2008, trois réunions ont lieu avec les entreprises et riverains du secteur Beaulieu-Champs Blancs pour définir le tracé de la ligne dans ce secteur avant la présentation publique de janvier 2009 ; l'association « Vivre aux Longs-Champs » s'oppose au tracé aérien en cœur de quartier et va notamment signifier son mécontentement par une manifestation organisée au sein de l'hôtel de Rennes Métropole.
Le tracé définitif de la ligne B est arrêté le 23 avril 2009 par le choix du tracé dit « métropolitain » et du viaduc tel que construit,. Les variantes écartées consistaient à passer en viaduc en passant au nord de la rue du Chêne-Germain (variante « aménagement urbain ») ou à reprendre le tracé initial de 2007 entièrement souterrain au lieu du viaduc,,.

### Construction
La construction du viaduc de 2,4 km débute en mai 2016 par la réalisation des 70 piles — une pile test a été coulée en amont afin de vérifier les processus —, en forme de « Y » ou de « X », puis à partir d'octobre 2016 c'est au tour de la construction du tablier de commencer,.
Les piles sont d'abord construites, toutes de la même façon : ferraillage sur place puis pose d'un coffrage et coulage du béton en une fois ; le béton retenu est très clair avec un traitement de surface soigné et anti-graffitis,. S'ensuit celle des voussoirs, chacun mesurant 8,60 m de large, 1,70 m de haut et 2,50 m de long en moyenne. Préfabriqués en atelier par coulage de béton dans un moule, ils sont ensuite stockés pour un mois le temps que le béton sèche, numérotés et mis dans un ordre précis avant assemblage par la poutre de lancement,.

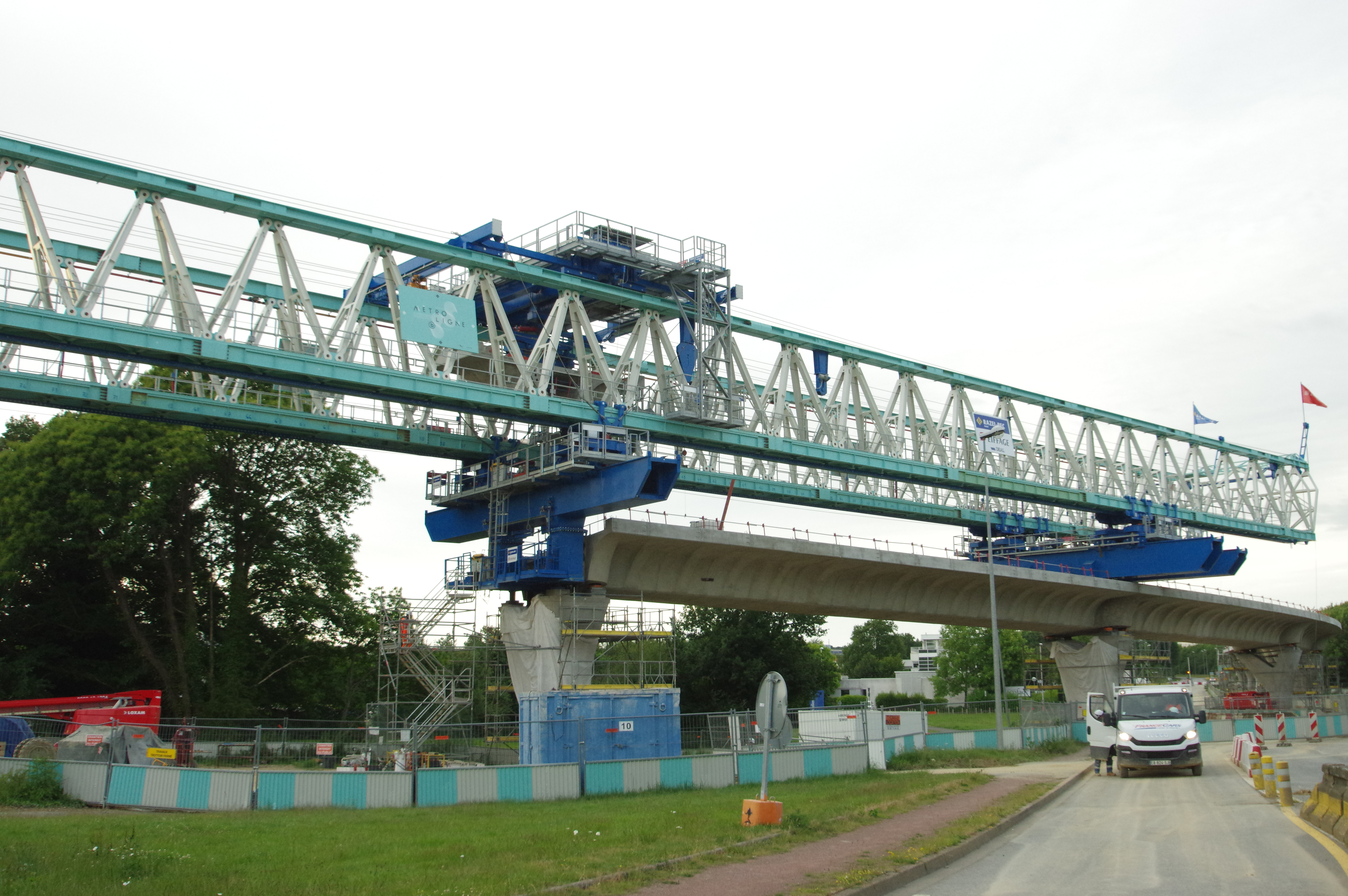
Opération spectaculaire, la construction du tablier est assurée à l'aide d'une poutre de lancement.
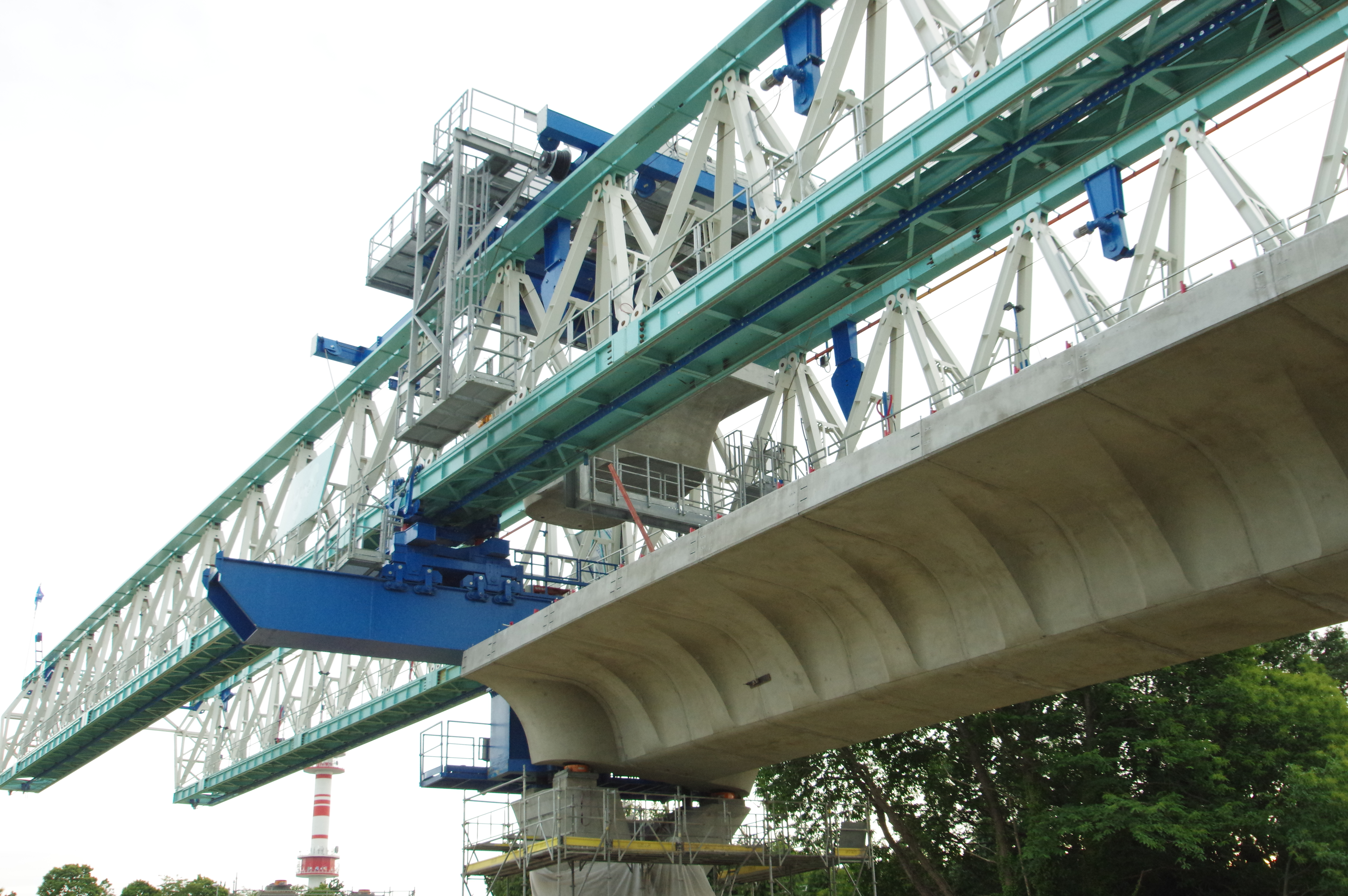
La poutre de lancement amenant un voussoir.
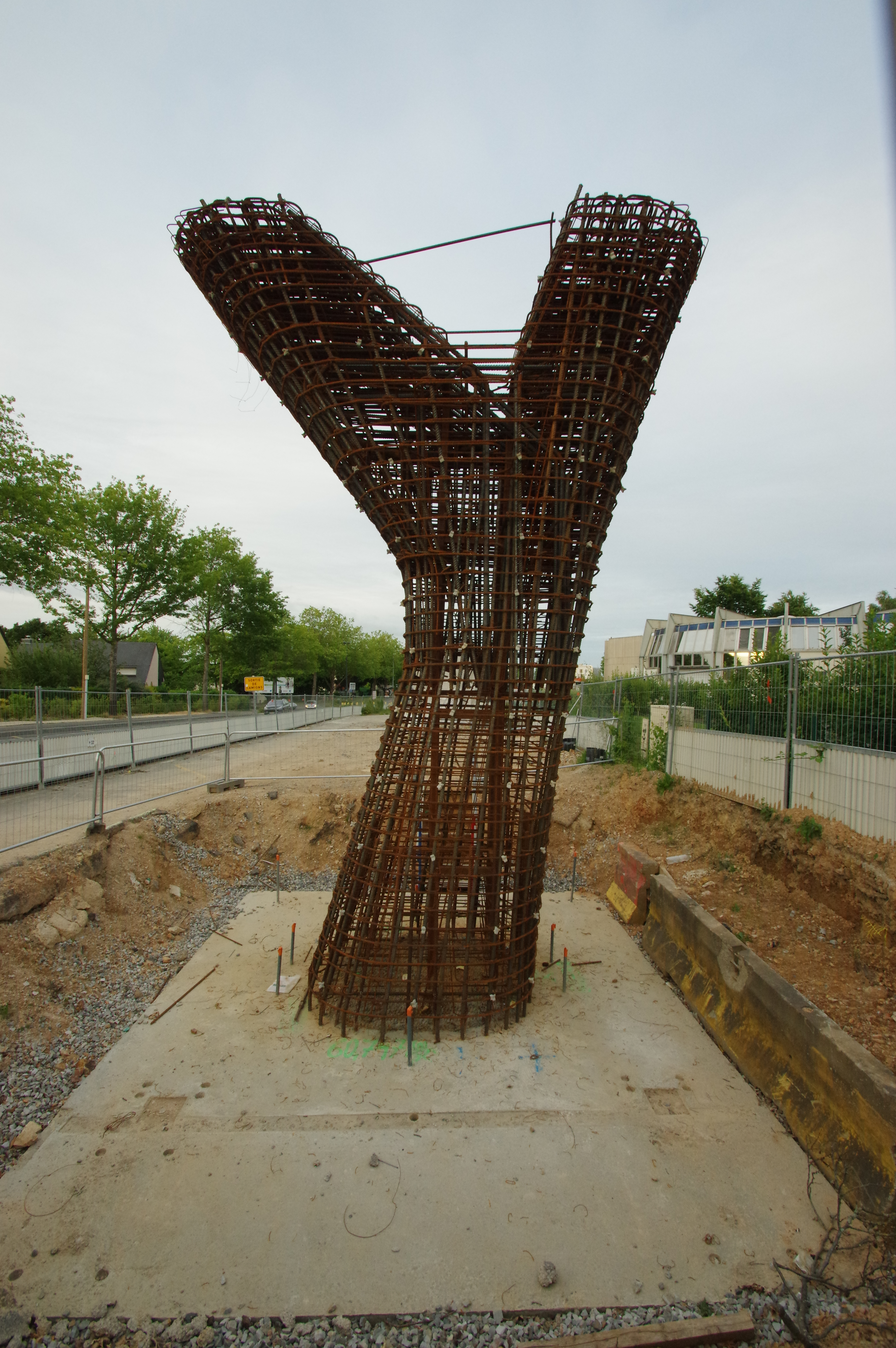
Ferraillage d'une pile en forme de « Y ».

L'assemblage du tablier avance à raison de 100 mètres par mois au maximum, et dure près de deux ans afin d'assembler 973 voussoirs préfabriqués grâce à une poutre de lancement de 500 tonnes et 110 m de long, construite par la firme italienne DEAL et qui lui est restituée à la fin du chantier,,.
Le lanceur est constitué de deux poutres treillis pesant à elles seules la moitié de celui de la machine, pouvant supporter jusqu'à deux travées de 40 m courbes. Trois pieds de 40  à   60 tonnes chacun transfèrent les charges aux piles en phase de pose et le déplacement du lanceur, un chariot de pose permet de déplacer et poser un voussoir et un ensemble de tiges de suspension et de poutres de répartition permettent de suspendre deux fois quinze voussoirs simultanément. Dans les courbes les plus prononcées où la poutre est très désaxée du viaduc une palée temporaire est installée pour garantir la stabilité.
Cette technique de pose par travée entière n'avait plus été utilisée en France depuis plusieurs décennies, le pont de l'île de Ré étant alors l'un des derniers exemples en date,. La technique utilisée de pose des voussoirs par la poutre est celle inventée par Jean Muller, elle a été choisie pour sa cadence de pose élevée et son faible impact sur la circulation, le chantier pouvant être alimenté par le tablier déjà posé,. Il commence côté Cesson afin de profiter de la configuration en cul-de-sac de cette extrémité pour acheminer les voussoirs sur le viaduc grâce à une rampe d'accès. Chaque voussoir est accompagné d'écrans anti-bruit en béton fibré ultra-haute performance, le même matériau que celui utilisé pour la façade du Mucem à Marseille.
L'assemblage des voussoirs se fait au millimètre près, le nombre de courbes et le dénivelé rendent le chantier particulièrement complexe. En juillet 2017, soit environ un an après le début du chantier, 800 des 2 400 mètres du viaduc ont été construits, la pose s'accélère ensuite car le chantier atteint son rythme de croisière après une période de rodage et le tronçon rennais est plus rectiligne que le tronçon cessonnais,.
En décembre 2017, 1 700 des 2 400 m du viaduc sont construits, soit 70 % de sa longueur totale. Le coût de l'ouvrage est estimé en 2017 à 55 millions d'euros hors taxes. L'ensemble des piles sont alors achevées.
La pose du tablier du viaduc est achevée le 20 février 2018. Jusqu'à 180 personnes ont travaillé en simultané sur le chantier.
Le viaduc est complètement achevé en juin 2021, bien que les essais de roulement des rames aient commencé dès janvier 2021. Le confinement et la pandémie de Covid-19 en France ont entrainé un arrêt des travaux de la ligne qui retarde de plusieurs mois sa mise en service.
La ligne B est finalement inaugurée et mise en service le 20 septembre 2022.

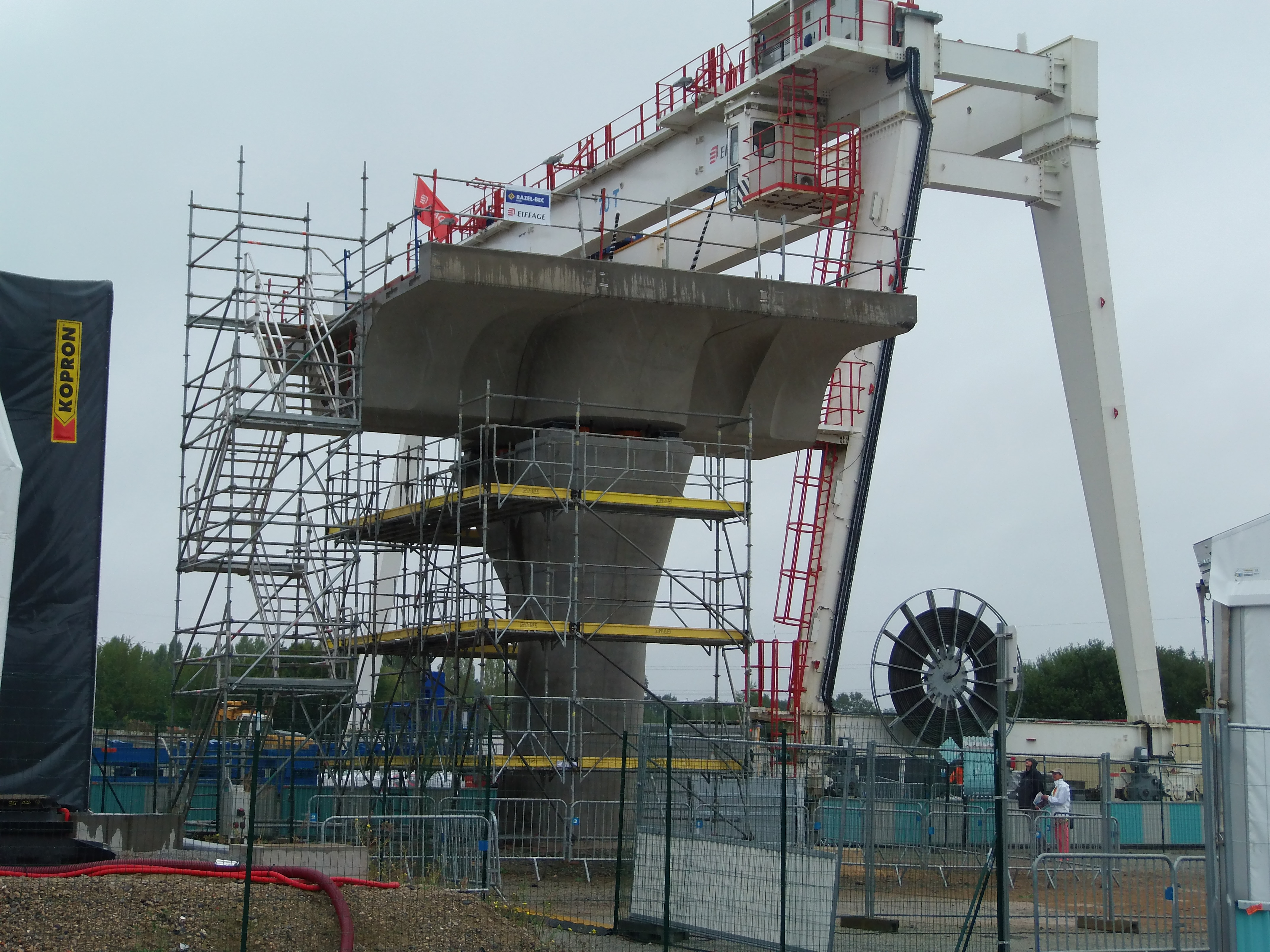
La pile test.
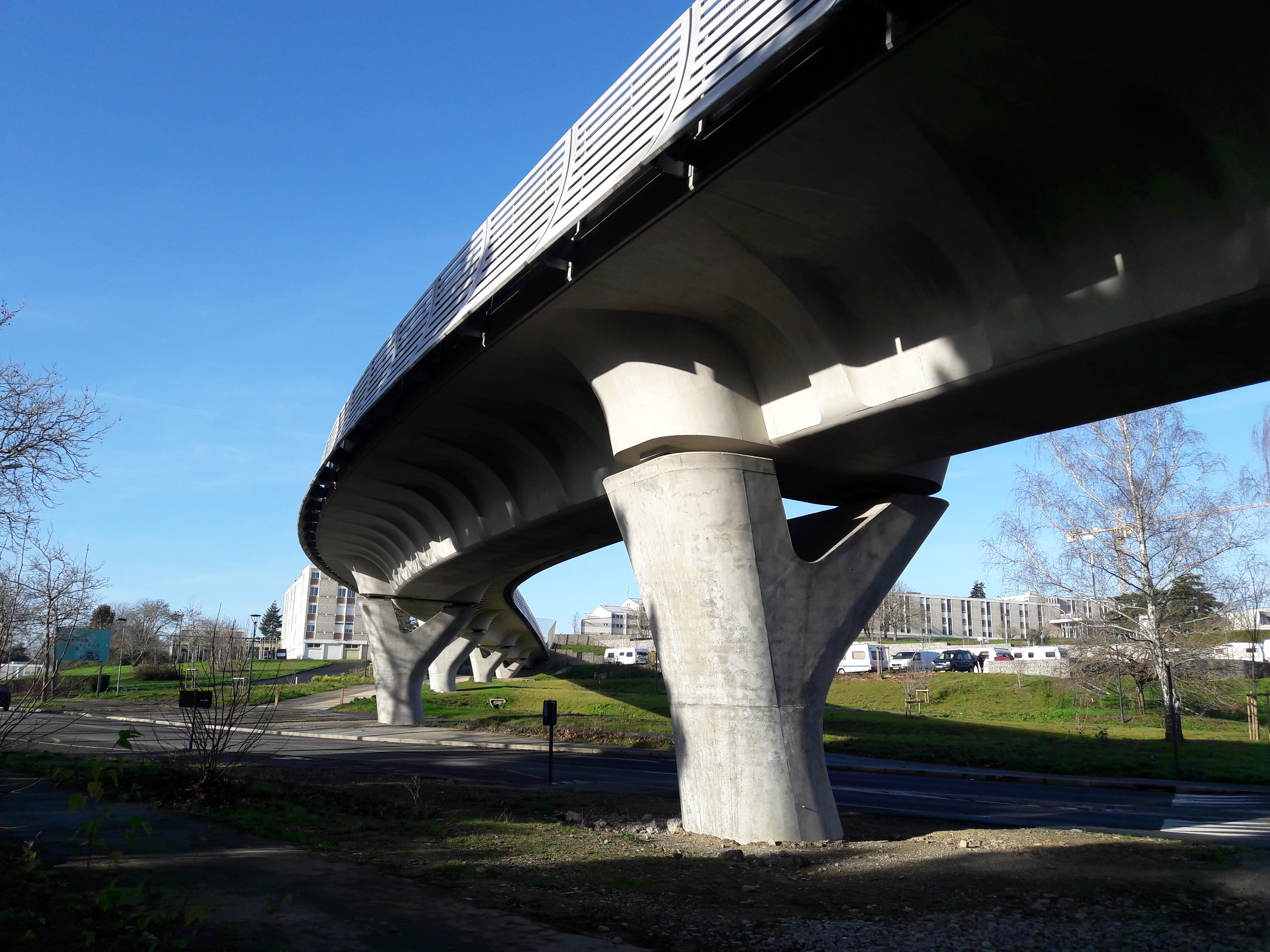
Début de l'ouvrage et écrans anti-bruit.
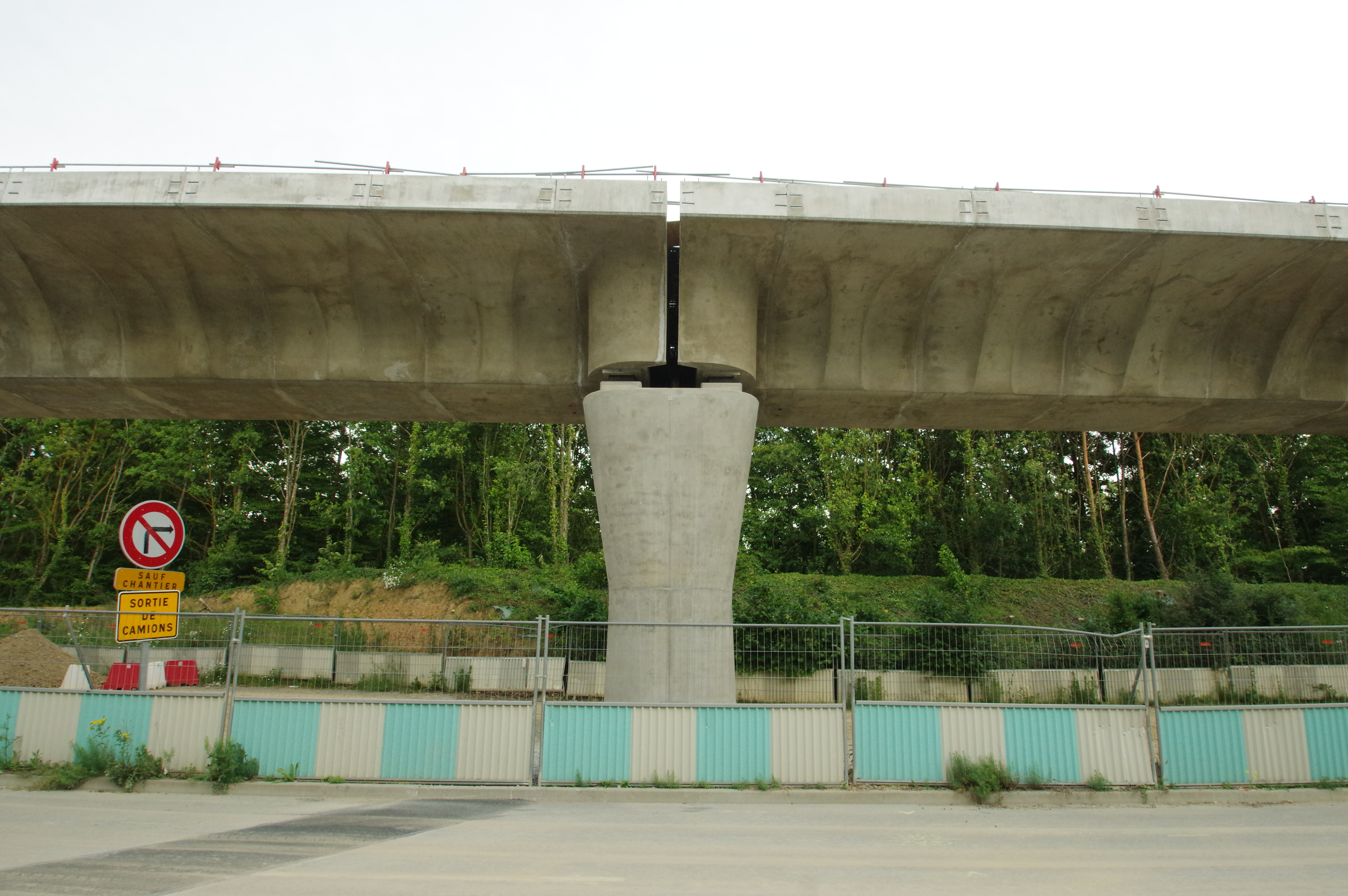
Jonction entre deux travées.
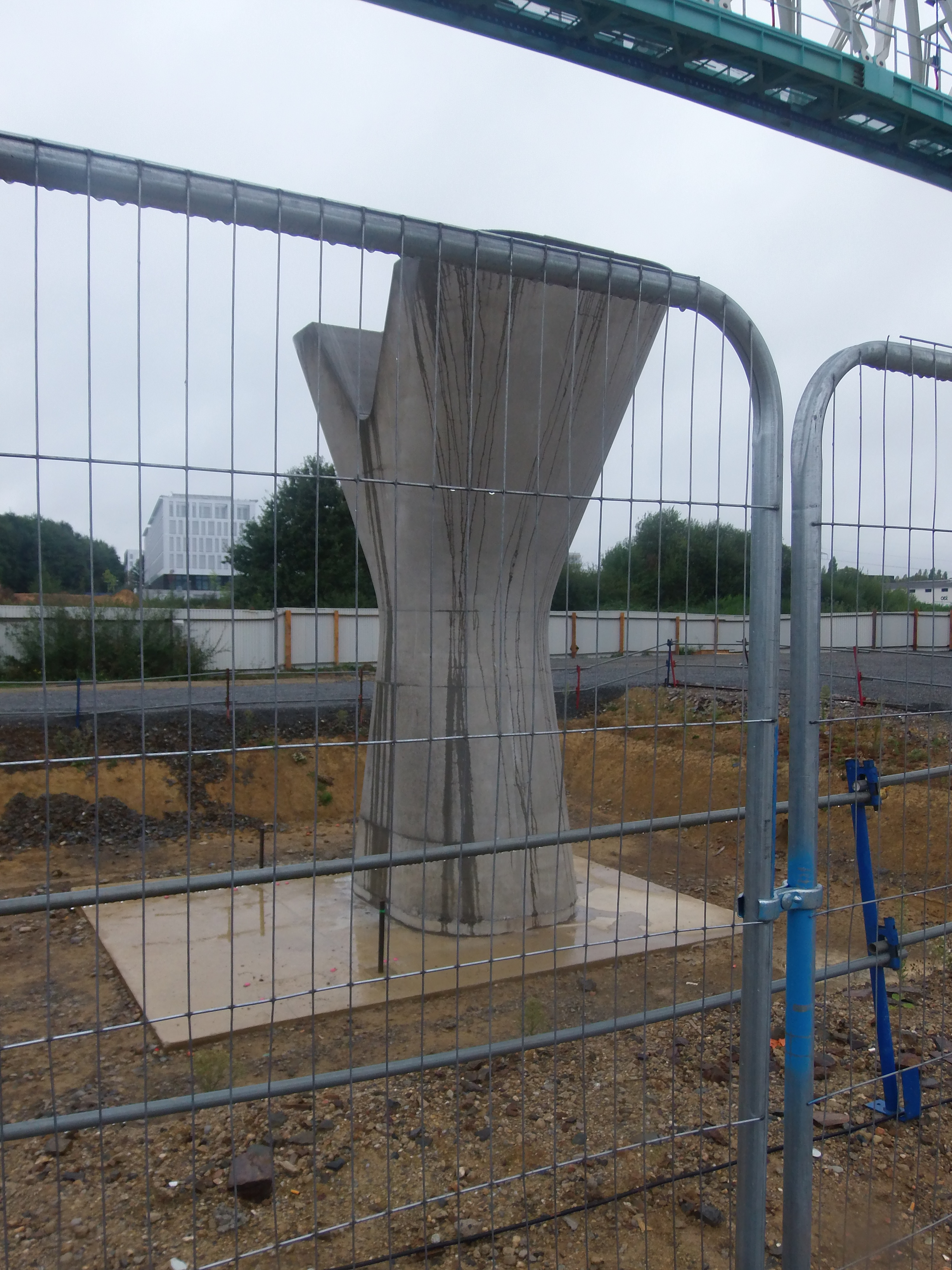
Pile en forme de « X ».

### Acteurs du chantier
La maîtrise d'ouvrage est assurée par la SEMTCAR par délégation de Rennes Métropole. La maîtrise d'œuvre de l'ouvrage est assurée par Egis-JMI et celle de la ligne B par le Groupement Egis Rail, Egis Bâtiments Centre Ouest, Arcadis et L'Heudé et associés architectes.
Le contrôle externe des études est assuré par Secoa.
Il est dessiné par Lavigne & Chéron Architectes et construit par Razel-Bec et Eiffage Construction.

### Après l'ouverture de la ligne
Entre les stations Atalante et Beaulieu - Université, la vitesse des rames a été limitée fin 2022 en raison de défauts sur les joints de dilatation du viaduc, ayant nécessité de poser des plaques par dessus au niveau des pistes de roulement. Des travaux de réparation sont menés en mars puis en juin 2023.
Le passage des rames sur le viaduc est source de nuisances sonores selon certains riverains du quartier des Longs-Champs. La métropole s'engage à l'automne 2024 à « faire des mesures de l'impact bruit de différentes vitesses de rames au niveau du viaduc » et pourrait faire diminuer la vitesse des rames si cela s'avère nécessaire.